# NGC 4789
NGC 4789 је лентикуларна галаксија у сазвежђу Береникина коса која се налази на NGC листи објеката дубоког неба.
Деклинација објекта је + 27° 4' 4" а ректасцензија 12h 54m 19,2s. Привидна величина (магнитуда) објекта NGC 4789 износи 12,1 а фотографска магнитуда 13,1. Налази се на удаљености од 94,383 милиона парсека од Сунца. NGC 4789 је још познат и под ознакама UGC 8028, MCG 5-30-124, CGCG 159-113, CGCG 160-8, PGC 43895.